# Afrotis
Afrotis – rodzaj ptaków z rodziny dropi (Otididae).

## Zasięg występowania
Rodzaj obejmuje gatunki występujące w Afryce Południowej.

## Morfologia
Długość ciała około 50 cm; masa ciała około 700 g.

## Systematyka

### Etymologia
- Afrotis: anagram nazwy Otis afra Linnaeus, 1758. Dropik czarny był jednym z czterech dropi opisanych przez Linneusza i jedynym pochodzącym z Afryki[5].
- Compsotis: gr. κομψος kompsos „elegancki”; ωτις ōtis, ωτιδος ōtidos „drop”[6]. Gatunek typowy: Otis afra Linnaeus, 1758.

### Podział systematyczny
Do rodzaju należą następujące gatunki:
- Afrotis afra (Linnaeus, 1758) – dropik czarny
- Afrotis afraoides (A. Smith, 1831) – dropik jasnoskrzydły